# ماري هانسن
ماري هانسن (بالإنجليزية: Mary Hansen)‏ هي مغنية وعازفة قيثارة أسترالية، ولدت في 11 يناير 1966 في ماريبورو في أستراليا، وتوفيت في 9 ديسمبر 2002 في لندن في المملكة المتحدة بسبب حادث مرور.

## وصلات خارجية
- ماري هانسن على موقع ميوزك برينز (الإنجليزية)
- ماري هانسن على موقع إن إن دي بي (الإنجليزية)
- ماري هانسن على موقع أول ميوزيك (الإنجليزية)
- ماري هانسن على موقع ديسكوغز (الإنجليزية)